# مینتیمر شایمییف
مینتیمر شایمییف
(به تاتاری: Минтимер Шәрип улы Шәймиев)، (به روسی: Минтимер Шарипович Шаймиев) سیاست‌مدار تاتاری که همزمان با فروپاشی شوروی به سال ۱۲ ژوئن ۱۹۹۱ تا ۲۵ مارس ۲۰۱۰ ریاست‌جمهوری جمهوری تاتارستان از جمهوری‌های روسیه را برعهده‌داشت. مینتیمر شایمییف به دلیل کهولت سن خود را از رقابت جهت پست ریاست‌جمهوری بازنشسته کرده و رستم مینیخانوف نخست وزیر تاتارستان به پیشنهاد دمیتری مدودف به عنوان رئیس‌جمهور جدید جمهوری تاتارستان برگزیده‌شد.